# Ariathisa
Ariathisa là một chi bướm đêm thuộc họ Noctuidae.